# Theo Goldschmidt
Theo Goldschmidt (* 11. März 1883 in Berlin; † 2. Mai 1965 in Seeheim (Bergstraße); vollständiger Name: Theodor Heinrich Hermann Goldschmidt) war ein deutscher Chemiker und Chemie-Unternehmer.

## Leben
Theo Goldschmidt war der älteste Sohn von Karl Goldschmidt und Enkel des zum Protestantismus konvertierten Gründers der Chemischen Fabrik Th. Goldschmidt, Theodor Goldschmidt. Er besuchte das Burggymnasium in Essen und studierte Chemie an der Technischen Hochschule Dresden, der Ludwig-Maximilians-Universität München und der Kaiser-Wilhelm-Universität Straßburg. 1908 promovierte er mit einer Dissertation Über kathodische Metallzerstäubung in verdünnten Gasen zum Dr. rer. nat. und trat anschließend in das ab 1911 als Aktiengesellschaft geführte Familienunternehmen ein, das damals von seinem Vater Karl und dessen Bruder Hans geleitet wurde.
Im Ersten Weltkrieg war er Batterieführer der 1. Gebirgsbatterie unter General Franz Ritter von Epp, zuletzt im Rang eines Hauptmanns.
1923 wurde er als Nachfolger seines Vaters Vorstandsvorsitzender der Th. Goldschmidt AG. Er führte das Unternehmen durch die schweren Zeiten der Weltwirtschaftskrise zu Anfang der 1930er Jahre, später durch den Zweiten Weltkrieg und blieb bis 1958 Vorstandsvorsitzender. Danach war er bis zu seinem Tod im Aufsichtsrat.
Unter seiner Leitung diversifizierte das Unternehmen von Metallurgie in Spezialchemie und expandierte weltweit. Der ab 1938 in Schöppenstedt hergestellte phenolharzimprägnierte Tego-Film wurde unter anderem zur Verleimung von Sperrholz in der Flugzeugproduktion eingesetzt. Ab 1999 wurde das Unternehmen aufgeteilt, unter anderem in die Evonik Goldschmidt GmbH.
Er begrüßte zunächst die nationalsozialistische Machtübernahme in Deutschland, lehnte den Nationalsozialismus aber später ab. Das drückte sich unter anderem in seinem Engagement für das Folkwang-Museum aus, das schon sein Vater unterstützte. Goldschmidt war selbst Sammler und stand dem offiziellen Kunstgeschmack der Nationalsozialisten ablehnend gegenüber.
Nach Kriegsende war Goldschmidt von 1945 bis 1953 Präsident der Industrie- und Handelskammer für Essen, Mülheim an der Ruhr, Oberhausen zu Essen. Er hatte gute Verbindungen zu Politikern der jungen Bundesrepublik wie Ludwig Erhard und Theodor Heuss und saß im Aufsichtsrat der Commerzbank und der Feldmühle AG.
Er war Senator der Max-Planck-Gesellschaft und bis 1953 Schatzmeister des Vereins Deutscher Chemiker, dem Vorläufer der Gesellschaft Deutscher Chemiker. 1953 wurde er zum Ehrenpräsidenten der Industrie- und Handelskammer Essen ernannt und erhielt zusammen mit Karl Ziegler die erste Carl-Duisberg-Plakette. 1954 erhielt er eine Honorarprofessur an der Technischen Hochschule Hannover und 1958 das Große Bundesverdienstkreuz mit Stern.
Er lebte zuletzt auf dem Familiensitz in Seeheim.